# 文化的財
文化的財（ぶんかてきざい）とは、 文化資本(Cultural capital)、文化資産(Cultural property)、文化遺産(Cultural heritage)などの総称で、特に経済効果が伴う公的財産として認識される有形無形の文化的所産を指す。英語では「Cultural goods」。

## 類例
日本においては一般に文化財(Cultural assets)として括られるが、文化的財には知的財産・創造産業や創造的空間が生み出すものも含まれ、社会資本（ソーシャル・キャピタル）としてより広義な解釈となる。
また、国際連合教育科学文化機関（ユネスコ）は文化的資材(Cultural materials)という表現を用いているが、こちらは有形物と著作権の保護が主体となっている。

## 経済価値
文化多様性においては「文化的財・サービスは、単なる商業的価値とは区別されるべき特殊な地位を持っており、他の財・サービスとは異なる独自の価値体系を有している」とされ、文化多様性条約では「文化的財・サービスをアイデンティティと価値の手段だと認め、そうした文化的財・サービスの創造、生産、配布、享受を強化することを求めている」とより踏み込んだ表現をしている。

## 付加価値サービス
無形でそれ自体に価値はなくても、情報としての付加価値があるものも文化的財と見なせる。例えば文化庁による文化遺産オンラインは、バーチャルで日本の国宝や重要文化財の詳細に触れることができる。このようなインターネット空間にある有用性が高い情報が今後、文化的財における主要な役割を果たすことになると思われる。

## 参考研究
文化的財の国際貿易：課題と展望　田中鮎夢 - 経済産業研究所 (PDF) 